# Telve di Sopra
Telve di Sopra település Olaszországban, Trento megyében. Lakosainak száma 612 fő (2023. január 1.). Telve di Sopra Palu del Fersina, Torcegno, Borgo Valsugana és Telve községekkel határos.

## Népesség
A település népességének változása:
| Lakosok száma | 587  | 595  | 612  |
|               | 2017 | 2018 | 2023 |